# Motometer

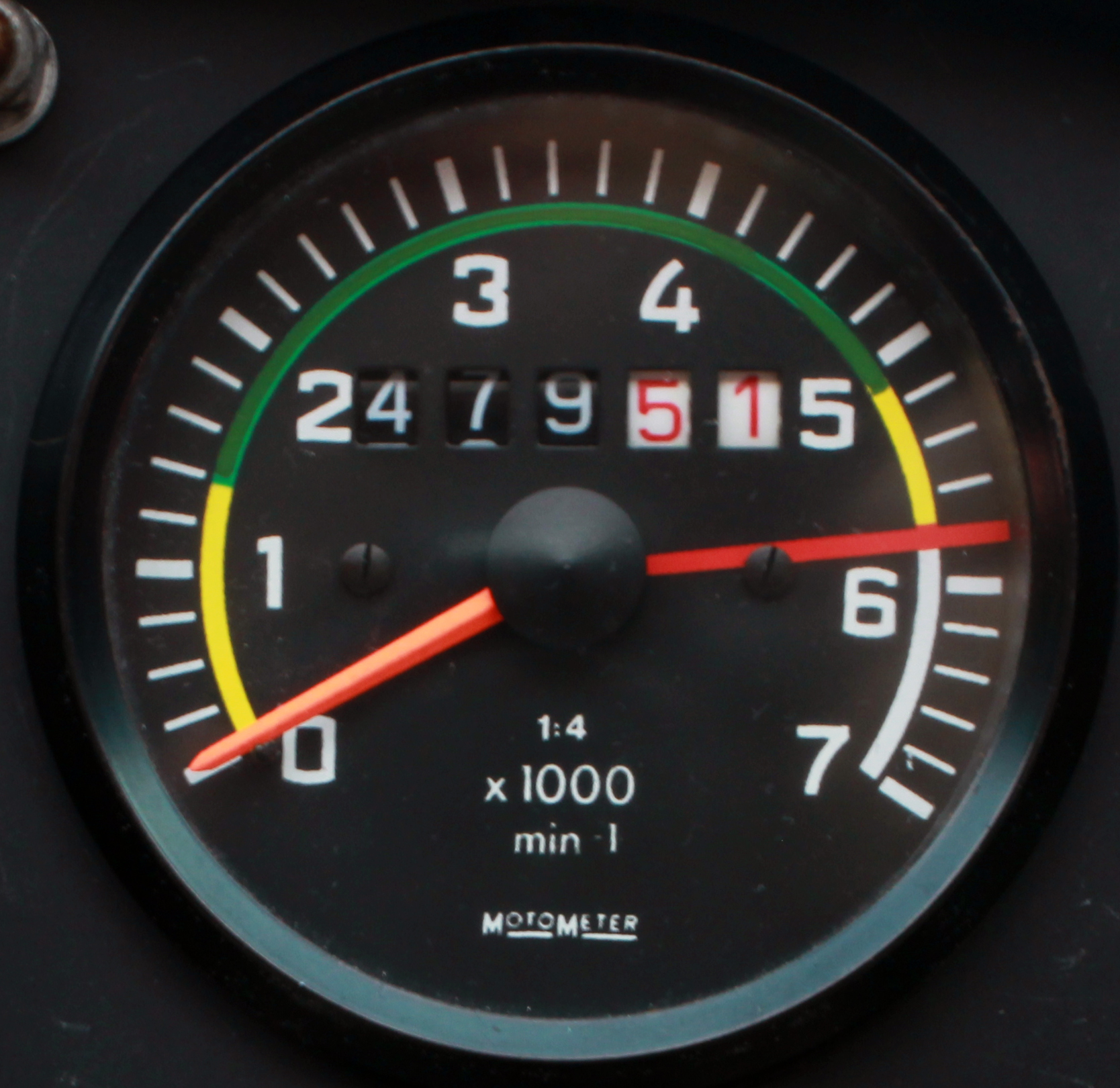
Tacòmetre -calc. de distància de vol

Motometer (noms històrics: Moto Meter, MotoMeter, Moto-Meter, MM) és una marca d'instruments de mesura per a tallers i equipament de vehicles. L'empresa originalment independent va ser fundada a principis del segle XX a l'àrea de Stuttgart (al sud d'Alemanya). Fins a la seva insolvència el 1995, Moto Meter AG va cotitzar a la Borsa de Valors de Frankfurt.

## Història

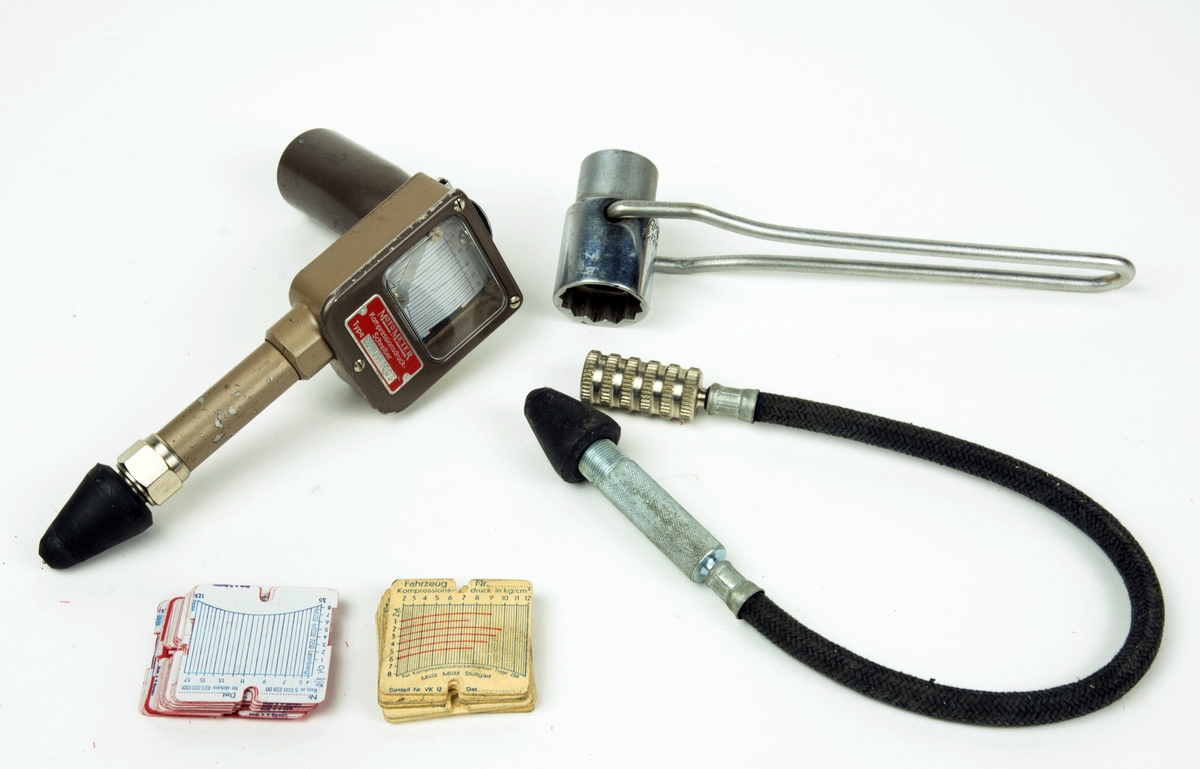
Verificador Motometer

L'any 1912, un inventor de Suàbia va iniciar el desenvolupament d'eines pràctiques i d'instruments de mesura i visualització de tot tipus de paràmetres per a tallers i empreses d'equipament de vehicles. Alguns dels instruments desenvolupats als inicis de la història tradicional de Motometer encara es continuen trobant als tallers mecànics, com el mesurador de compressió de motors o el comprovador de pressió de pneumàtics. El 1925, Moto-Meter-GmbH (Frankfurt) es va esmentar per primera vegada en documents comercials. Un any més tard, l'empresa va ser inclosa al Registre Comercial de Stuttgart com "Moto Meter Hermann Schlaich GmbH".
En 1966, Moto Meter Hermann Schlaich GmbH posseïa quatre plantes de producció (Stuttgart, Leonberg, Neckarhausen i Nagold), on treballaven 1100 persones. Els documents de Moto Meter Hermann Schlaich GmbH es poden trobar a l'arxiu de publicacions corporatives al Museu Alemany (Deutsches Museum) de Múnic. El 1969, l'empresa va canviar el seu nom a Moto Meter GmbH, i l'oficina central es va ubicar a Leonberg. El 1977 es va incorporar al grup d'empreses Moto Meter GmbH.
El 1991, Moto Meter AG va ser adquirida per Robert Bosch GmbH. Bosch / Motometer va tenir el 1991 una quota d'aproximadament el 10% del mercat d'instruments de visualització, on ocupava el tercer lloc. Els líders del mercat eren llavors Magneti Marelli i VDO. Bosch/Motometer va subministrar el 95% dels panells d'instruments instal·lats pels fabricants de vehicles alemanys.
El 1992, l'empresa va canviar el nom de l'empresa a MM Messtechnik GmbH, que va tancar un contracte amb Robert Bosch GmbH. El 1996 es va fundar IVEKA Automotive Technologies Schauz GmbH a Mühlacker, que va assumir la marca Motometer i va continuar amb la seva distribució i comercialització.
Durant la liquidació de Moto Meter AG a través de Robert Bosch GmbH, el Tribunal Constitucional d'Alemanya va decidir que cada liquidació a través d'un accionista majoritari havia de ser verificada judicialment a causa de l'apel·lació de l'Associació Alemanya per a la Protecció dels Petits Accionistes. L'apel·lació de propietat va ser desestimada per insignificant, perquè l'associació només tenia dues accions de Moto Meter AG.

## Productes i estructura empresarial
El Grup Motometer ofereix avui una àmplia gamma de serveis i productes, que varia des de productes originals (com a fabricant d'equip original) i productes de postvenda, fins L'empresa està estructurada en tres subdivisions: el departament de comerç, distribució i servei, el departament de desenvolupament i el departament de producció, que estan representats a través de tres corporacions independents.